# Bonjour Kathrin
Pour plus de détails, voir Fiche technique et Distribution.
Bonjour Kathrin (titre français : Bonjour Catherine) est un film allemand réalisé par Karl Anton sorti en 1956.
Le film s'inspire de Die glücklichste Frau der Welt, une opérette de Kurt Feltz, Max Wallner et Fred Raymond.

## Synopsis
Kathrin, Sylvio et Pierre étudient la musique à Paris. En raison de leurs difficultés financières, l'huissier de justice Fogar doit même saisir leurs instruments de musique. Mais il leur laisse finalement. Le trio rencontre le compositeur Duval, lui aussi en difficultés financières. Duval propose aux trois musiciens de participer à sa nouvelle revue. Mais la jalousie de M. Columbus, qui doit financer la revue, annule ce plan. En raison d'une infidélité de la diva Denise, pour laquelle il voulait prendre en charge le financement de la revue, Columbus se retire et donne l'ordre de convertir le théâtre en garage.
Pour gagner de l'argent, Kathrin, Sylvio et Pierre travaillent comme femme de chambre et serveurs au Grand Hôtel de Sanremo, où un grand festival de musique doit également avoir lieu. Après que Kathrin a écarté la Denise, qui est également au festival, avec l'aide d'un somnifère, le jeune trio et Duval se produisent au festival avec un grand succès.
De retour à Paris, Pierre organise à l'insu de Kathrin une campagne pour faire connaître son nom. Impressionnée par les récits fictifs de Pierre sur sa vie passée intéressante, Columbus accepte de financer une nouvelle revue de Duval avec Kathrin. Peu de temps avant la première, cependant, la jalouse Denise parvient à découvrir l'escroquerie de Pierre. Une fois de plus, Columbus se retire avec agacement, et tout l'équipement pour la revue que Pierre avait pris à Fogar sans méfiance est rendu.
Ainsi, la première performance de la revue est en réalité une vente aux enchères, dans laquelle Kathrin, Sylvio et Pierre, cependant, peuvent inspirer le public avec leurs compétences. En raison du grand succès inattendu de leur performance, le trio est prêt à s'engager davantage. Kathrin et Duval ainsi que Pierre et Thérèse se retrouvent amoureux ensemble.

## Fiche technique
- Titre : Bonjour Kathrin
- Réalisation : Karl Anton
- Scénario : Karl Anton, Kurt Feltz
- Musique : Heinz Gietz
- Direction artistique : André Andrejew, Helmut Nentwig
- Photographie : Werner Krien
- Son : Benno Locher
- Montage : Jutta Hering
- Production : Alfred Greven
- Sociétés de production : Alfred Greven Film
- Société de distribution : Prisma
- Pays d'origine :  Allemagne de l'Ouest
- Langue : allemand
- Format : Couleur - 1,37:1 - Mono - 35 mm
- Genre : Film musical
- Durée : 96 minutes
- Dates de sortie :
  -  Allemagne de l'Ouest : 31 janvier 1956.
  -  Finlande : 19 octobre 1956.
  -  Estado Novo (Portugal) : 24 octobre 1956.
  -  Danemark : 26 décembre 1956.
  -  Suède : 10 juin 1957.
  -  France : 23 septembre 1960[1].

## Distribution
- Caterina Valente : Kathrin
- Peter Alexander : Pierre
- Silvio Francesco : Silvio
- Rudolf Vogel : Aristide Fogar
- Dietmar Schönherr : Duval
- Helen Vita : Denise
- Rolf Olsen : Lebaudi
- Hans-Joachim Kulenkampff : Columbus
- Sabine Hahn : Therese Fogar

## Source de la traduction
- (de) Cet article est partiellement ou en totalité issu de l’article de Wikipédia en allemand intitulé « Bonjour Kathrin » (voir la liste des auteurs).